# Bengt Kristenson
Bengt Roland Kristenson, född den 21 juli 1920 i Göteborgs Gamlestads församling, död 27 april 2004 i Göteborgs Annedals församling, var en svensk tecknare och målare.

## Biografi
Kristenson fick sin utbildning på Valands konsthögskola i Göteborg. Långa vistelser i Rom påverkade också hans konst. Han målade figurativa, ibland humoristiska motiv, men också naturlistiska landskapsmotiv från Bohuslän och Öland. I hans märkliga arkitekturfantasier, tecknade med täta vibrerande tuschstreck, växte fram en närmast surrealistisk drömvärld med former från antik och barock.
Kristensons konst finns representerad på Nationalmuseum i Stockholm, Göteborgs konstmuseum, Kalmar konstmuseum, Malmö museum samt museer i Helsingborgs museum, Borås konstmuseum och Eskilstuna konstmuseum.
Han var från 1950 gift med Isabella Kristenson.

## Fotnoter
1. ↑  Sveriges Dödbok 1901–2009, DVD-ROM, Version 5.00, Sveriges Släktforskarförbund (2010).
2. ↑  Nationalmuseum
3. ↑  Göteborgs konstmuseum
4. ↑  ”Kalmar konstmuseum”. Arkiverad från originalet den 3 december 2017. https://web.archive.org/web/20171203224449/http://konstdatabas.designarkivet.se/index.php/Detail/Object/Show/object_id/2001. Läst 2 december 2017.
5. ↑  Sveriges befolkning 1990, CD-ROM, Version 1.00, Riksarkivet (2011).